# 마레크 지들리츠키
마레크 지들리츠키(체코어: Marek Židlický, 1977년 2월 3일~)는 체코의 아이스하키 선수로 현역 시절 포지션은 수비수이다. 체코 엑스트랄리가의 HC 클라드노에서 선수 생활을 시작한 그는 내셔널 하키 리그(NHL)의 내슈빌 프레더터스, 미네소타 와일드, 뉴저지 데블스, 디트로이트 레드윙스, 뉴욕 아일런더스 소속으로 뛰었으며 NHL 통산 836경기 출전했다.
체코 국가대표팀 소속으로 2006년 동계 올림픽에서 동메달을 획득했고, 2005년 세계 선수권 대회에서 우승을 차지했다.